# Hinter Kaifeck
Hinter Kaifeck er en tysk Thriller fra 2009. Filmen er  instrueret af Esther Gronenborn og er baseret på Hinterkaifeck-mordene i 1922. Benno Fürmann og Alexandra Maria Lara spille hovedrollerne.

## Medvirkende
- Benno Fürmann som Marc Barenberg
- Alexandra Maria Lara som Juliana Lukas
- Henry Stange som Tyll Barenberg
- Michael Gwisdek som minister
- Erni Mangold som Alma Lukas
- Monika Hansen som Martha Lukas
- Waldemar Kobus som Franz Kogler
- Manfred Mock som Arno Gäbler
- Andrusch Jung som Dr. Hoff